# Lichtenau, Baden-Württemberg
Lichtenau är en stad i Landkreis Rastatt i regionen Mittlerer Oberrhein i Regierungsbezirk Karlsruhe i förbundslandet Baden-Württemberg i Tyskland.
Staden ingår i kommunalförbundet Rheinmünster-Lichtenau tillsammans med kommunen Rheinmünster.